# Grumman TBF Avenger
De Grumman TBF/TBM Avenger (TBM gebouwd door General Motors) is een Amerikaanse torpedo- en bommenwerper, die tijdens de Tweede Wereldoorlog dienstdeed in het gebied rond de Stille Oceaan. De Avengers waren gestationeerd op vliegkampschepen en op militaire vliegvelden die onder bevel van de Amerikaanse marine stonden. De Avenger werd ontwikkeld als opvolger van de Douglas TBD-1 Devastator, die rond 1939 verouderd raakte.
De TBF Avenger was gebouwd door Grumman en werd gebruikt als torpedo-, verkennings- en bombardementsvliegtuig. Het was een van de beste toestellen van de Amerikaanse luchtvloot. Als bombardementsvliegtuig kon de Avenger één torpedo of 1500 kg bommen meenemen. Als verkenningsvliegtuig had het een camera en vuurpijlen aan boord.
Het toestel was, net zoals de Grumman F4F Wildcat, stevig van constructie en redelijk beveiligd tegen kogelinslagen voor de piloot en zijn bemanning. Hij leek, ook wat robuustheid en constructie betreft, op zijn andere broer de Douglas SBD Dauntless.
De piloot bleef op zijn plaats zitten, maar de overige twee bemanningsleden hadden meerdere taken aan boord. Zo kon de navigator, achter de piloot zittend, ook de camera onderaan het toestel bedienen en de bommen of torpedo op een doel richten. De boordschutter zat achter, in de ronde schutterskoepel, voor de aanvallende vliegtuigen, maar kon ook onderaan het vliegtuig met het boordgeschut vuren naar grond- of scheepsdoelen. 
De Avenger werd voor het eerst ingezet op 4 juni 1942 tijdens de Slag bij Midway. Bij een aanval met zes Avengers op de Japanse vloot gingen vijf toestellen verloren zonder treffers te kunnen plaatsen.

## Nederland

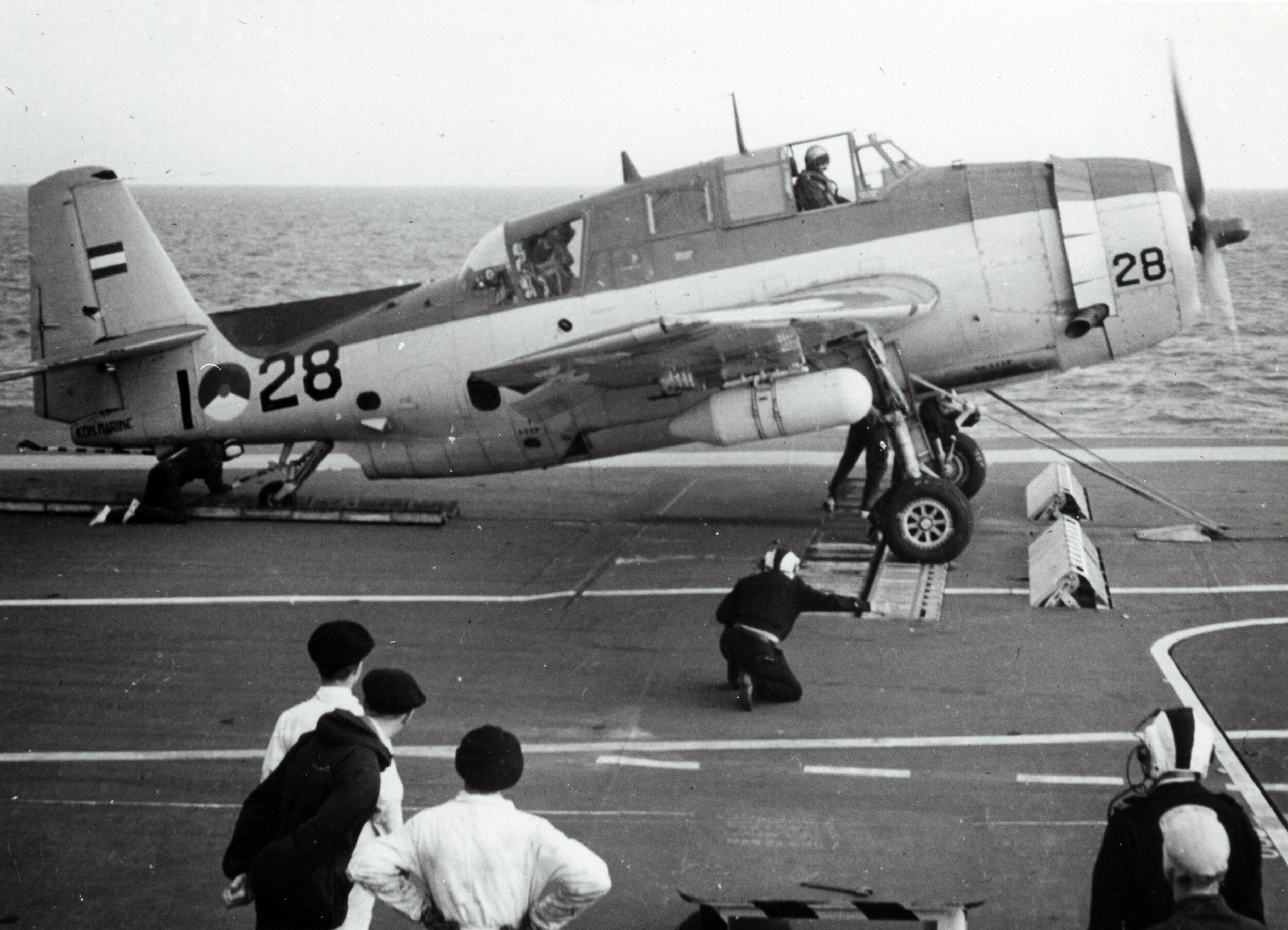
Onderzeebootbestrijdings- en aanvalsvliegtuig Grumman Avenger op de catapult op vliegkampschip Hr.Ms. Karel Doorman

De Nederlandse Marine Luchtvaartdienst had in de jaren 50 in totaal 78 Grumman TBM Avengers in drie verschillende uitvoeringen in dienst. Dit waren 34 stuks TBM-3S2, 24× TBM-3W2 en 20× TMB-3E/TMB-3E2 en het waren alle drie verbeterde uitvoeringen van de oorspronkelijke typen. De S en W-typen vormden de kern van de onderzeebootbestrijding en een groot deel werd aan boord van de Karel Doorman gestationeerd.